# Waldegg, Niederösterreich
Waldegg är en ort och kommun  i Österrike. Den ligger i distriktet Wiener Neustadt-Land i förbundslandet Niederösterreich, 40 kilometer sydväst om huvudstaden Wien. 
Kommunen består av sju orter (Ortschaften) (inom parentes invånarantal 1 januari 2024):

- Dürnbach (62)
- Ober-Piesting (623)
- Oed (146)
- Peisching (167)
- Reichental (202)
- Waldegg (395)
- Wopfing (413)